# Großer Preis von Singapur 2010
Der Große Preis von Singapur 2010 (offiziell 2010 Formula 1 SingTel Singapore Grand Prix) fand am 26. September auf dem Marina Bay Street Circuit in Singapur statt und war das 15. Rennen der Formel-1-Weltmeisterschaft 2010.

## Berichte

### Hintergrund
Nach dem Großen Preis von Italien führte Mark Webber in der Fahrerwertung mit fünf Punkten vor Lewis Hamilton und mit 21 Punkten vor Fernando Alonso. In der Konstrukteurswertung führte Red Bull-Renault mit drei Punkten vor McLaren-Mercedes und mit 60 Punkten vor Ferrari.
Vor dem Rennwochenende gab es zwei Fahrerwechsel: Bei Sauber-Ferrari wurde Pedro de la Rosa durch Nick Heidfeld, der zuletzt beim Großen Preis von Abu Dhabi 2009 für das Vorgängerteam BMW Sauber fuhr, ersetzt. Eine Stunde vor Beginn des ersten freien Trainings gab auch HRT-Cosworth einen Fahrerwechsel bekannt. Sakon Yamamoto musste auf Grund einer angeblichen Lebensmittelvergiftung pausieren. Wie sich schon wenig später herausstellte, war der tatsächliche Grund für das Aussetzen keine Lebensmittelvergiftung, sondern finanzielle Schwierigkeiten. Das Geld von Yamamotos Mutter, die ihrem Sohn das Cockpit finanzierte, war nicht rechtzeitig bei HRT angekommen. Daher erhielt Ersatzpilot Christian Klien, der dem Team Sponsorengelder aus Österreich zur Verfügung stellte, das Auto und bestritt seinen ersten Grand Prix seit dem Großen Preis von Italien 2006.
Mit Timo Glock, Heidfeld, Nico Hülkenberg, Nico Rosberg, Michael Schumacher, Adrian Sutil und Sebastian Vettel waren sieben deutsche Fahrer am Start (29,17 Prozent), wodurch ein neuer Rekord aufgestellt wurde.
Rubens Barrichello bestritt beim Großen Preis von Singapur seinen 300. Grand Prix. Zwar feierte er das Jubiläum bereits zwei Rennen zuvor, da er in der Saison 2002 allerdings zu zwei Rennen nicht gestartet war, hatte er erst nach dem Großen Preis von Singapur 300 Rennen absolviert. Glock bestritt seinen 50. Grand Prix.
Mit Alonso und Hamilton (jeweils einmal) traten beide ehemalige Sieger zu diesem Grand Prix an.

### Training

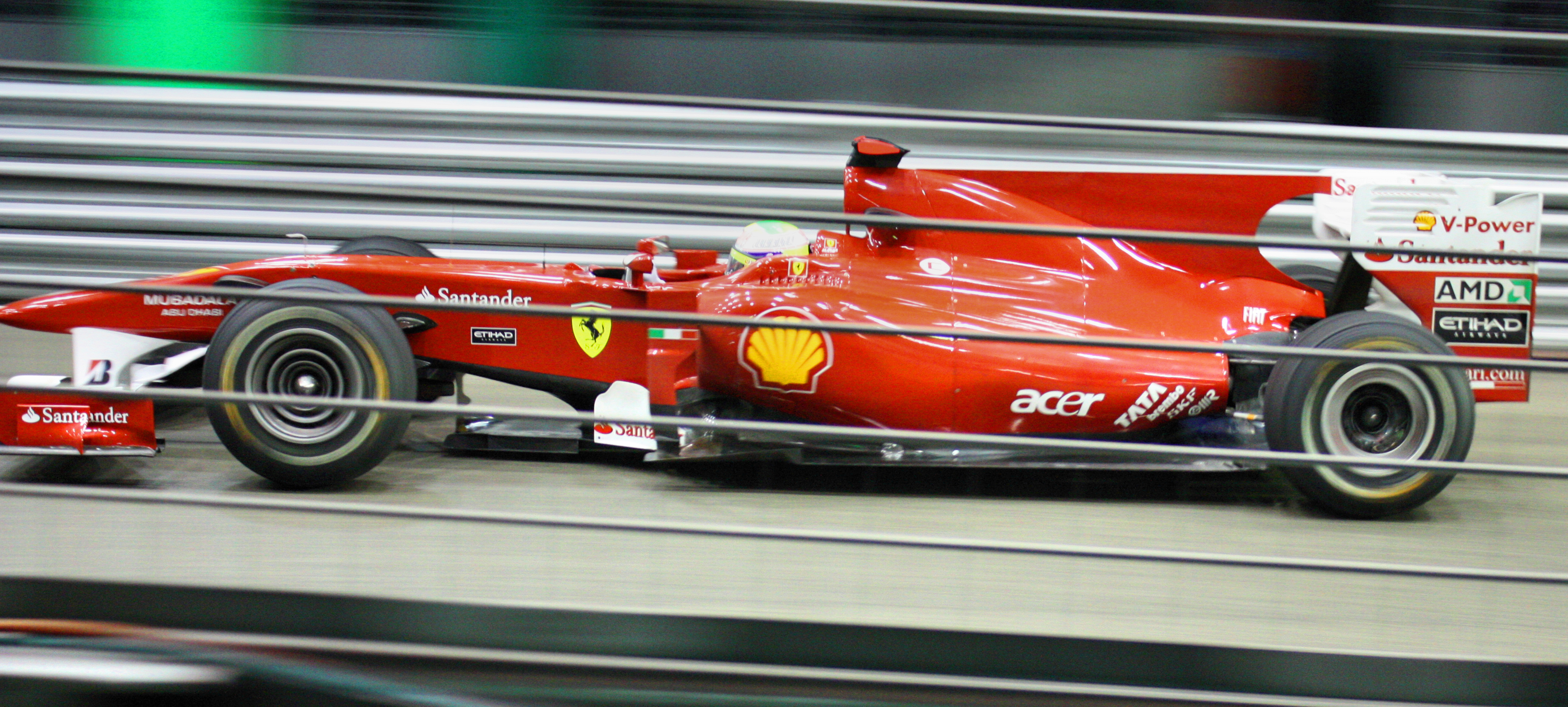
Felipe Massa im ersten freien Training am Freitag

Das erste freie Training fand unter abtrocknenden Bedingungen statt. Die Rundenzeiten wurden im Laufe des Trainings immer schneller und Webber erzielte die schnellste Runde vor Schumacher und Sutil. Mit Fairuz Fauzy im Lotus-Cosworth von Jarno Trulli und Jérôme D’Ambrosio im Virgin-Cosworth von Lucas di Grassi nahmen zwei Testfahrer am ersten freien Training teil. Für D’Ambrosio war es zugleich die erste Teilnahme an einem Grand-Prix-Wochenende überhaupt.
Im zweiten freien Training kam es zu einer Doppelführung der Red Bull-Renault. Vettel erzielte die schnellste Zeit vor Webber und Jenson Button.
Im dritten freien Training behielt Vettel die Spitzenposition vor Alonso und Hamilton.

### Qualifying
Das Qualifying bestand aus drei Teilen mit einer Nettolaufzeit von 45 Minuten. Im ersten Qualifying-Segment (Q1) hatten die Fahrer 18 Minuten Zeit, um sich für das Rennen zu qualifizieren. Die besten 17 Fahrer erreichten den nächsten Teil. Der erste Abschnitt des Qualifyings musste bereits nach neun Minuten unterbrochen werden, da Felipe Massa, der noch keine Zeit gesetzt hatte, auf der Strecke stehen geblieben war. Alonso, Massas Teamkollege, sicherte sich die Bestzeit. Neben Massa schieden die HRT-, Virgin- und Lotus-Piloten aus.
Im zweiten Segment (Q2) erzielte Vettel die schnellste Runde. Die Force India- und Toro-Rosso-Piloten sowie Heidfeld, Witali Petrow und Hülkenberg schieden aus.
Im letzten Abschnitt (Q3) erzielte Alonso die schnellste Runde und sicherte sich die Pole-Position vor Vettel und Hamilton.

### Rennen
Alonso behauptete die Führung beim Start, indem er die Linie wechselte, sodass Vettel nicht an ihm vorbeifahren konnte. Für Heidfeld lief die erste Runde nach seinem Comeback nicht wie geplant, da er mit Vitantonio Liuzzi kollidierte. Während Liuzzi zunächst weiterfahren konnte, musste Heidfeld zum Wechsel des Frontflügels an die Box. Kurz vor Heidfeld war bereits Massa an die Box gefahren, dessen Strategie einen Reifenwechsel nach einer Runde vorsah. Liuzzi blieb in der nächsten Runde mit einem Schaden an der Hinterradaufhängung stehen. Da sein Auto nicht geborgen werden konnte, musste das Safety-Car auf die Strecke. Mehrere Piloten nutzten die Gelegenheit, um ihren Pflichtboxenstopp zu absolvieren. Von den fünf führenden Piloten ging nur Webber an die Box und fiel auf den elften Platz zurück.
Beim Restart behielt Alonso erneut die Führung vor Vettel und setzte sich erneut etwas von ihm ab. Webber ging direkt nach dem Restart an Glock vorbei, der mit seinem Virgin noch nicht an der Box war. In den folgenden Runden ging er auch noch an Kamui Kobayashi und Schumacher vorbei. Hinter Glock sammelten sich hingegen einige Fahrzeuge, die zunächst nicht an ihm vorbei kamen. Nachdem Sutil es vorbei geschafft hatte, zogen auch andere Piloten wie Hülkenberg und Massa nach.
An der Spitze blieb Vettel wenige Sekunden hinter Alonso. Auf den Rest des Feldes bauten die beiden ihren Vorsprung Runde um Runde aus. Im Fernduell fuhren beide gegen Webber, dessen Serie an Überholmanövern hinter Barrichello endete. Während Alonso und Vettel nach mehreren Runden den notwendigen Vorsprung auf Webber hatten, wurde den McLaren-Piloten mitgeteilt, dass sie schneller fahren müssen, um vor Webber zu bleiben. Während die McLaren-Piloten sich zunächst von Webber absetzten, gelang es ihnen mit dem abbauenden Reifen immer weniger und Webber hielt den Abstand gleich oder verkürzte ihn. Beim Boxenstopp verlor Hamilton schließlich seinen dritten Platz und fiel hinter Webber zurück. Eine Runde nach Hamilton kamen auch Alonso und Vettel an die Box. An der Reihenfolge änderte sich jedoch nichts.
Nachdem Trulli an der Box aufgegeben hatte, musste das Safety Car erneut auf die Strecke. Auslöser war Kobayashi, der beim Unterfahren der Tribüne in die Streckenbegrenzung fuhr. Von den nachfolgenden Piloten sah Senna das stehende Auto nicht und fuhr in den Sauber rein. Wenig später war das Rennen auch für Sennas Teamkollegen Klien, der am gesamten Wochenende schneller als Senna war, mit technischen Problemen beendet.
In der Safety-Car-Phase absolvierten alle Piloten, die noch nicht an der Box waren, ihren Stopp und die Piloten rückten zusammen. Webber schloss somit auf dem dritten Platz auf die führenden Piloten auf. Beim Restart lagen die überrundeten Virgin-Piloten zwischen dem Führungsduo und den anderen Piloten. Beim Überrundungsversuch kam Webber nicht gleich an Lucas di Grassi vorbei und verlor Zeit. Hamilton nutzte die Gelegenheit, um an seinem Gegner vorbeizugehen. Vor der Memorial Corner lag er knapp vor Webber. Beim Einbiegen in die Kurve kam es zu einer Kollision zwischen Hamilton und Webber. Während Hamilton ausschied, fuhr Webber weiter. Eine Runde später kam es in derselben Kurve zu einer weiteren Kollision zwischen Schumacher und Heidfeld. Während Heidfeld nach einer Kollision mit der Mauer ausschied, musste Schumacher zum Wechsel seines Frontflügels an die Box.
An der Spitze konnte sich Alonso auf den harten Reifen nicht mehr von Vettel lösen und der Abstand blieb bei in etwa einer Sekunde. Beide Piloten setzten den jeweils anderen unter Druck und fuhren beinahe abwechselnd die schnellsten Rennrunden und Sektorenbestzeiten. Während die meisten Piloten mit einem Stopp durchfuhren, musste Robert Kubica ein weiteres Mal die Reifen wechseln. Mit den neuen Reifen machte er allerdings einige Positionen, die er zunächst verloren hatte, wieder gut, da seine Gegner zum Teil fast das ganze Rennen mit denselben Reifen gefahren waren. Glock musste das Rennen, nachdem er anfänglich einige Piloten hinter sich hielt, zwölf Runden vor Schluss an der Box aufgeben.
Während Alonso und Vettel um die Sieg fuhren, kam es zu einer Gelbphase auf der Start-Ziel-Geraden, da Heikki Kovalainen mit seinem brennenden Lotus kurz hinter der Ziellinie stehen geblieben war. Der Finne beendete die Runde zunächst und stieg anschließend aus dem Auto aus um es mit einem Feuerlöscher selbst zu löschen.
Schlussendlich gewann Alonso das Rennen vor Vettel und Webber. Alonso führte das Rennen durchgängig an, startete von der Pole-Position und erzielte die schnellste Runde. Ihm gelang somit der erste Grand Slam seiner Karriere, außerdem war es sein 25. Sieg in der Formel-1-Weltmeisterschaft. Auf den Plätzen vier bis sieben folgten Button, Rosberg, Barrichello und Kubica. Rosberg war erneut ein unspektakuläres, aber effektives Rennen gefahren.
Auf den Plätzen acht bis zehn kam es nach dem Rennen zu einigen Verschiebungen. Zunächst lag Sutil vor Hülkenberg und Massa auf dem achten Platz. Jedoch erhielt Sutil von den Rennkommissaren eine 20-Sekunden-Zeitstrafe, da er in der ersten Runde die Strecke abgekürzt hatte. Somit rückte Hülkenberg auf den achten Platz vor. Massa wurde vor Sutil Neunter. Allerdings war auch dieses Ergebnis nicht endgültig, da Force India gegen die Strafe protestierte und eine Beschwerde gegen Hülkenberg, der wie Sutil die Strecke am Anfang des Rennens abgekürzt hatte, einlegte. Nachdem auch Hülkenberg eine 20-Sekunden-Zeitstrafe erhielt, zog Force India den Protest zurück. Neuer Achter war somit Massa, der vom letzten Startplatz ins Rennen gegangen war. Sutil wurde Neunter und Hülkenberg Zehnter.
In der Weltmeisterschaft behauptete Webber seine Führungsposition. Alonso verbesserte sich durch den Sieg auf den zweiten Platz. Ein Verlierer des Wochenendes war Hamilton, der nach seiner Kollision mit Webber punktelos blieb und auf den dritten Platz zurückfiel. Bei den Konstrukteuren baute Red Bull-Renault den Vorsprung auf McLaren-Mercedes weiter aus.

## Meldeliste
| Team                         | Nr. | Fahrer             | Chassis           | Motor                | Reifen |
| ---------------------------- | --- | ------------------ | ----------------- | -------------------- | ------ |
| Vodafone McLaren Mercedes    | 01  | Jenson Button      | McLaren MP4-25    | Mercedes-Benz 2.4 V8 | B      |
| Vodafone McLaren Mercedes    | 02  | Lewis Hamilton     | McLaren MP4-25    | Mercedes-Benz 2.4 V8 | B      |
| Mercedes GP Petronas F1 Team | 03  | Michael Schumacher | Mercedes MGP W01  | Mercedes-Benz 2.4 V8 | B      |
| Mercedes GP Petronas F1 Team | 04  | Nico Rosberg       | Mercedes MGP W01  | Mercedes-Benz 2.4 V8 | B      |
| Red Bull Racing              | 05  | Sebastian Vettel   | Red Bull RB6      | Renault 2.4 V8       | B      |
| Red Bull Racing              | 06  | Mark Webber        | Red Bull RB6      | Renault 2.4 V8       | B      |
| Scuderia Ferrari Marlboro    | 07  | Felipe Massa       | Ferrari F10       | Ferrari 2.4 V8       | B      |
| Scuderia Ferrari Marlboro    | 08  | Fernando Alonso    | Ferrari F10       | Ferrari 2.4 V8       | B      |
| AT&T Williams                | 09  | Rubens Barrichello | Williams FW32     | Cosworth 2.4 V8      | B      |
| AT&T Williams                | 10  | Nico Hülkenberg    | Williams FW32     | Cosworth 2.4 V8      | B      |
| Renault F1 Team              | 11  | Robert Kubica      | Renault R30       | Renault 2.4 V8       | B      |
| Renault F1 Team              | 12  | Witali Petrow      | Renault R30       | Renault 2.4 V8       | B      |
| Force India F1 Team          | 14  | Adrian Sutil       | Force India VJM03 | Mercedes-Benz 2.4 V8 | B      |
| Force India F1 Team          | 15  | Vitantonio Liuzzi  | Force India VJM03 | Mercedes-Benz 2.4 V8 | B      |
| Scuderia Toro Rosso          | 16  | Sébastien Buemi    | Toro Rosso STR5   | Ferrari 2.4 V8       | B      |
| Scuderia Toro Rosso          | 17  | Jaime Alguersuari  | Toro Rosso STR5   | Ferrari 2.4 V8       | B      |
| Lotus Racing                 | 18  | Fairuz Fauzy       | Lotus T127        | Cosworth 2.4 V8      | B      |
| Lotus Racing                 | 18  | Jarno Trulli       | Lotus T127        | Cosworth 2.4 V8      | B      |
| Lotus Racing                 | 19  | Heikki Kovalainen  | Lotus T127        | Cosworth 2.4 V8      | B      |
| HRT F1 Team                  | 20  | Sakon Yamamoto     | HRT F110          | Cosworth 2.4 V8      | B      |
| HRT F1 Team                  | 20  | Christian Klien    | HRT F110          | Cosworth 2.4 V8      | B      |
| HRT F1 Team                  | 21  | Bruno Senna        | HRT F110          | Cosworth 2.4 V8      | B      |
| BMW Sauber F1 Team           | 22  | Nick Heidfeld      | Sauber C29        | Ferrari 2.4 V8       | B      |
| BMW Sauber F1 Team           | 23  | Kamui Kobayashi    | Sauber C29        | Ferrari 2.4 V8       | B      |
| Virgin Racing                | 24  | Timo Glock         | Virgin VR-01      | Cosworth 2.4 V8      | B      |
| Virgin Racing                | 25  | Jérôme D’Ambrosio  | Virgin VR-01      | Cosworth 2.4 V8      | B      |
| Virgin Racing                | 25  | Lucas di Grassi    | Virgin VR-01      | Cosworth 2.4 V8      | B      |

Anmerkungen
1. 1 2  Fauzy fuhr den Lotus mit der Nummer 18 im ersten freien Training. Trulli übernahm das Fahrzeug anschließend für das restliche Rennwochenende.
2. 1 2  Yamamoto war ursprünglich für den HRT mit der Nummer 20 gemeldet. Wegen finanzieller Schwierigkeiten wurde er am Freitag kurz vor Beginn des ersten freien Trainings durch Klien ersetzt.
3. 1 2  D’Ambrosio fuhr den Virgin mit der Nummer 25 im ersten freien Training. Di Grassi übernahm das Fahrzeug anschließend für das restliche Rennwochenende.

## Klassifikationen

### Qualifying
| Pos. | Fahrer             | Konstrukteur         | Q1         | Q2       | Q3       | Start |
| ---- | ------------------ | -------------------- | ---------- | -------- | -------- | ----- |
| 01   | Fernando Alonso    | Ferrari              | 1:46,541   | 1:45,809 | 1:45,390 | 01    |
| 02   | Sebastian Vettel   | Red Bull-Renault     | 1:46,960   | 1:45,561 | 1:45,457 | 02    |
| 03   | Lewis Hamilton     | McLaren-Mercedes     | 1:48,296   | 1:46,042 | 1:45,571 | 03    |
| 04   | Jenson Button      | McLaren-Mercedes     | 1:48,032   | 1:46,490 | 1:45,944 | 04    |
| 05   | Mark Webber        | Red Bull-Renault     | 1:47,088   | 1:45,908 | 1:45,977 | 05    |
| 06   | Rubens Barrichello | Williams-Cosworth    | 1:48,183   | 1:47,019 | 1:46,236 | 06    |
| 07   | Nico Rosberg       | Mercedes             | 1:48,554   | 1:46,783 | 1:46,443 | 07    |
| 08   | Robert Kubica      | Renault              | 1:47,657   | 1:46,949 | 1:46,593 | 08    |
| 09   | Michael Schumacher | Mercedes             | 1:48,425   | 1:47,160 | 1:46,702 | 09    |
| 10   | Kamui Kobayashi    | Sauber-Ferrari       | 1:48,908   | 1:47,599 | 1:47,884 | 10    |
| 11   | Jaime Alguersuari  | Toro Rosso-Ferrari   | 1:48,127   | 1:47,666 | –        | 11    |
| 12   | Nico Hülkenberg    | Williams-Cosworth    | 1:47,984   | 1:47,674 | –        | 17    |
| 13   | Witali Petrow      | Renault              | 1:48,906   | 1:48,165 | –        | 12    |
| 14   | Sébastien Buemi    | Toro Rosso-Ferrari   | 1:49,063   | 1:48,502 | –        | 13    |
| 15   | Nick Heidfeld      | Sauber-Ferrari       | 1:48,696   | 1:48,557 | –        | 14    |
| 16   | Adrian Sutil       | Force India-Mercedes | 1:48,496   | 1:48,899 | –        | 15    |
| 17   | Vitantonio Liuzzi  | Force India-Mercedes | 1:48,988   | 1:48,961 | –        | 16    |
| 18   | Timo Glock         | Virgin-Cosworth      | 1:50,721   | –        | –        | 18    |
| 19   | Heikki Kovalainen  | Lotus-Cosworth       | 1:50,915   | –        | –        | 19    |
| 20   | Lucas di Grassi    | Virgin-Cosworth      | 1:51,107   | –        | –        | 20    |
| 21   | Jarno Trulli       | Lotus-Cosworth       | 1:51,641   | –        | –        | 21    |
| 22   | Christian Klien    | HRT-Cosworth         | 1:52,946   | –        | –        | 22    |
| 23   | Bruno Senna        | HRT-Cosworth         | 1:54,174   | –        | –        | 23    |
| 24   | Felipe Massa       | Ferrari              | keine Zeit | –        | –        | 24    |

Anmerkungen
1. ↑  Hülkenberg erhielt aufgrund eines Getriebewechsels eine Startplatzstrafe von fünf Plätzen.
2. ↑  Massa wurde erlaubt zu starten, da er im freien Training ausreichend schnell gefahren war.

### Rennen
| Pos. | Fahrer             | Konstrukteur         | Runden | Stopps | Zeit        | Start | Schnellste Runde |
| ---- | ------------------ | -------------------- | ------ | ------ | ----------- | ----- | ---------------- |
| 01   | Fernando Alonso    | Ferrari              | 61     | 1      | 1:57:53,579 | 01    | 1:47,976 (58.)   |
| 02   | Sebastian Vettel   | Red Bull-Renault     | 61     | 1      | + 0,293     | 02    | 1:48,141 (59.)   |
| 03   | Mark Webber        | Red Bull-Renault     | 61     | 1      | + 29,141    | 05    | 1:49,706 (54.)   |
| 04   | Jenson Button      | McLaren-Mercedes     | 61     | 1      | + 30,384    | 04    | 1:49,711 (61.)   |
| 05   | Nico Rosberg       | Mercedes             | 61     | 1      | + 49,394    | 07    | 1:50,125 (55.)   |
| 06   | Rubens Barrichello | Williams-Cosworth    | 61     | 1      | + 56,101    | 06    | 1:50,334 (52.)   |
| 07   | Robert Kubica      | Renault              | 61     | 2      | + 1:26,559  | 08    | 1:49,255 (56.)   |
| 08   | Felipe Massa       | Ferrari              | 61     | 1      | + 1:53,297  | 24    | 1:52,079 (45.)   |
| 09   | Adrian Sutil       | Force India-Mercedes | 61     | 1      | + 2:12,416  | 15    | 1:52,473 (45.)   |
| 10   | Nico Hülkenberg    | Williams-Cosworth    | 61     | 1      | + 2:12,791  | 17    | 1:52,213 (45.)   |
| 11   | Witali Petrow      | Renault              | 60     | 1      | + 1 Runde   | 12    | 1:51,903 (46.)   |
| 12   | Jaime Alguersuari  | Toro Rosso-Ferrari   | 60     | 1      | + 1 Runde   | 11    | 1:52,333 (43.)   |
| 13   | Michael Schumacher | Mercedes             | 60     | 2      | + 1 Runde   | 09    | 1:49,680 (54.)   |
| 14   | Sébastien Buemi    | Toro Rosso-Ferrari   | 60     | 2      | + 1 Runde   | 13    | 1:49,710 (59.)   |
| 15   | Lucas di Grassi    | Virgin-Cosworth      | 59     | 2      | + 2 Runden  | 20    | 1:52,513 (55.)   |
| 16   | Heikki Kovalainen  | Lotus-Cosworth       | 58     | 1      | DNF         | 19    | 1:53,051 (53.)   |
| –    | Timo Glock         | Virgin-Cosworth      | 49     | 1      | DNF         | 18    | 1:53,559 (38.)   |
| –    | Nick Heidfeld      | Sauber-Ferrari       | 36     | 2      | DNF         | 14    | 1:52,475 (29.)   |
| –    | Lewis Hamilton     | McLaren-Mercedes     | 35     | 1      | DNF         | 03    | 1:50,750 (31.)   |
| –    | Christian Klien    | HRT-Cosworth         | 31     | 1      | DNF         | 22    | 1:57,766 (23.)   |
| –    | Kamui Kobayashi    | Sauber-Ferrari       | 30     | 0      | DNF         | 10    | 1:53,957 (22.)   |
| –    | Bruno Senna        | HRT-Cosworth         | 29     | 1      | DNF         | 23    | 1:57,962 (19.)   |
| –    | Jarno Trulli       | Lotus-Cosworth       | 27     | 3      | DNF         | 21    | 1:56,386 (20.)   |
| –    | Vitantonio Liuzzi  | Force India-Mercedes | 1      | 0      | DNF         | 16    | –                |

Anmerkungen
1. 1 2  Sutil und Hülkenberg erhielten jeweils eine 20-Sekunden-Zeitstrafe für das Abkürzen der Strecke.

## WM-Stände nach dem Rennen
Die ersten zehn des Rennens bekamen 25, 18, 15, 12, 10, 8, 6, 4, 2 bzw. 1 Punkt(e).

### Fahrerwertung
| Pos. | Fahrer             | Konstrukteur         | Punkte |
| ---- | ------------------ | -------------------- | ------ |
| 01   | Mark Webber        | Red Bull-Renault     | 202    |
| 02   | Fernando Alonso    | Ferrari              | 191    |
| 03   | Lewis Hamilton     | McLaren-Mercedes     | 182    |
| 04   | Sebastian Vettel   | Red Bull-Renault     | 181    |
| 05   | Jenson Button      | McLaren-Mercedes     | 177    |
| 06   | Felipe Massa       | Ferrari              | 128    |
| 07   | Nico Rosberg       | Mercedes             | 122    |
| 08   | Robert Kubica      | Renault              | 114    |
| 09   | Adrian Sutil       | Force India-Mercedes | 47     |
| 10   | Michael Schumacher | Mercedes             | 46     |
| 11   | Rubens Barrichello | Williams-Cosworth    | 39     |
| 12   | Kamui Kobayashi    | Sauber-Ferrari       | 21     |
| 13   | Witali Petrow      | Renault              | 19     |
| 14   | Nico Hülkenberg    | Williams-Cosworth    | 17     |

| Pos. | Fahrer            | Konstrukteur         | Punkte |
| ---- | ----------------- | -------------------- | ------ |
| 15   | Vitantonio Liuzzi | Force India-Mercedes | 13     |
| 16   | Sébastien Buemi   | Toro Rosso-Ferrari   | 7      |
| 17   | Pedro de la Rosa  | Sauber-Ferrari       | 6      |
| 18   | Jaime Alguersuari | Toro Rosso-Ferrari   | 3      |
| 19   | Heikki Kovalainen | Lotus-Cosworth       | 0      |
| 20   | Karun Chandhok    | HRT-Cosworth         | 0      |
| 21   | Lucas di Grassi   | Virgin-Cosworth      | 0      |
| 22   | Jarno Trulli      | Lotus-Cosworth       | 0      |
| 23   | Bruno Senna       | HRT-Cosworth         | 0      |
| 24   | Timo Glock        | Virgin-Cosworth      | 0      |
| 25   | Sakon Yamamoto    | HRT-Cosworth         | 0      |
| –    | Nick Heidfeld     | Sauber-Ferrari       | 0      |
| –    | Christian Klien   | HRT-Cosworth         | 0      |

### Konstrukteurswertung
| Pos. | Konstrukteur         | Punkte |
| ---- | -------------------- | ------ |
| 01   | Red Bull-Renault     | 383    |
| 02   | McLaren-Mercedes     | 359    |
| 03   | Ferrari              | 319    |
| 04   | Mercedes             | 168    |
| 05   | Renault              | 133    |
| 06   | Force India-Mercedes | 60     |

| Pos. | Konstrukteur       | Punkte |
| ---- | ------------------ | ------ |
| 07   | Williams-Cosworth  | 56     |
| 08   | Sauber-Ferrari     | 27     |
| 09   | Toro Rosso-Ferrari | 10     |
| 10   | Lotus-Cosworth     | 0      |
| 11   | HRT-Cosworth       | 0      |
| 12   | Virgin-Cosworth    | 0      |